# Марієнгоф Анатолій Борисович
Марієнгоф Анатолій Борисович — російський поет, драматург. Близький друг Сергія Єсеніна.
Народився 6 липня 1897 р. у Нижньому Новгороді. Помер 24 червня 1962 р. у Ленінграді.
У 1919 р. разом з поетами Сергієм Єсеніним, Рюріком Івнєвим, Вадимом Шершеневичем та художниками Борисом Ердманом і Георгієм Якуловим брав участь у створенні нової літературної течії — імажинізму.
Створив на основі однойменного памфлету Поля Лафарга сценарій українського фільму «Проданий апетит» (1927, у співавторстві з Миколою Ердманом).

## Ушанування пам'яті
У вересні 2014 року з пропозицією про увічнення в Пензі пам'яті А. Б. Марієнгофа до пензенської влади звертався письменник Захар Прилєпін. 11 вересня 2015 року в Пензі було урочисто відкрито меморіальну дошку Анатолію Марієнгофу на будівлі колишньої приватної 3-ї чоловічої гімназії С. А. Пономарьова (Пономарьовської гімназії), в якій майбутній поет і драматург вчився з 1913 по 1916 роки (вул. Московська, 34). Автор меморіальної дошки — скульптор, член Спілки художників Росії Олександр Хачатурян. У церемонії відкриття взяли участь мер Пензи Юрій Кривов і голова Пензенської міської Думи Віктор Кувайцев.
25 лютого 2016 року в Нижньому Новгороді письменник Захар Прилєпін і федеральний інспектор по Нижегородській області Денис Москвін Відкрили меморіальну Дошку за адресою Велика Покровська, 10В. В цьому будинку Марієнгоф прожив з 1897 по 1913 роки.
17 червня 2016 року в селі Плетніха Пільнінского району Нижегородської області з'явилася вулиця Марієнгофа.
Той же Прилєпін написав про Марієнгофа книжку в серії «Життя чудових людей».

## Твори
1990 року київське видавництво «Мистецтво» видало друком накладом 100 000 книгу Анатолія Марієнгофа «рос. «Роман без вранья: Воспоминания о Есенине», ISBN 5-7715-0535-8. Текст видрукований за виданням «рос. Анатолий Мариенгоф. Роман без вранья. 3-е издание, Ленинград, Прибой, 1928